# Can Yaman
Can Yaman, turški igralec in odvetnik, * 8. november 1989, Istanbul, Turčija.

## Življenjepis
Rodil se je v Istanbulu v družini albanskih priseljencev iz Kosova in Severne Makedonije.
Yaman je diplomiral na italijanski gimnaziji. Univerzitetno izobrazbo je pridobil na Univerzi Yeditepe na oddelku za pravo.   
Po diplomi na Pravni fakulteti je leta 2014 začel delati kot odvetnik.

## Filmografija
| TV serije   | TV serije         | TV serije    | TV serije      |
| Leto        | Naslov            | Vloga        | Opombe         |
| ----------- | ----------------- | ------------ | -------------- |
| 2014        | Gönül İşleri      | Bedir        | Stranska vloga |
| 2015        | İnadına Aşk       | Yalın Aras   | Glavna vloga   |
| 2016        | Hangimiz Sevmedik | Tarık .am    | Glavna vloga   |
| 2017        | Dolunay           | Ferit Aslan  | Glavna vloga   |
| 2018 – 2019 | Erkenci Kuş       | Can Divit    | Glavna vloga   |
| 2020        | Bay Yanlış        | Özgür Atasoy | Glavna vloga   |